# 樋口幸平
樋口幸平（日语：／ Higuchi Kouhei，2000年11月30日—），日本演員、模特兒，出生於兵庫縣，經紀公司Horipro（堀製作）旗下藝人。

## 生平
高中畢業後，以成為職業足球員為目標，成為日本職業足球俱樂部「SC相模原」的育成選手。2019年放棄成為足球選手的夢想、穿著球衣準備回鄉時，在東京被星探發掘，轉而以演員為目標，開始在直播平台LINE LIVE上以「若井晃平」為名活動。2020年獲得LINE LIVE舉辦的「Popteen」2020春季專屬男模選拔比賽冠軍，以「樋口晃平」為藝名出道。
2021年參與戀愛實境秀系列「別被狼君所欺騙」第九季《別被愛情與狼君所欺騙》。2022年1月6日，从原名樋口晃平更改為现藝名樋口幸平，並於3月起主演東映公司「超級戰隊系列」第46部特攝作品《暴太郎戰隊DON BROTHERS》。

## 影視作品
- 機界戰隊全開者（第42話）－飾演 Don桃太郎（客串）
- 暴太郎戰隊DON BROTHERS（2022年3月6日－2023年2月26日）－飾演 桃井太郎
- 體感預報（2023年8月11日－10月13日）－飾演 瀨崎瑞貴（與 增子敦貴 雙主演）
- 約定～第16年的真相～（2024年4月11日－6月18日）－飾演 夏目泰雅
- 畫中情思（2025年待播）－飾演 諾帕朋（日泰合作劇）

## 外部連結
- 公式プロフィール （页面存档备份，存于） - 堀製作官方頁面「樋口幸平」
- 樋口幸平的X（前Twitter）
- 樋口幸平的Instagram帳戶
- 樋口幸平的TikTok

| 前任： 淺沼晉太郎 (聲演) （機界戰隊全開者） | 日本超級戰隊系列紅色戰士演員 暴太郎戰隊DON BROTHERS 2022年3月6日-2023年2月26日 | 繼任： 酒井大成 (兼金色) （國王戰隊帝王者） |